# Vasilijus Lendel
Vasilijus Lendel  (* 5. April 1995 in Panevėžys) ist ein litauischer Radsportler.

## Sportliche Laufbahn
2014 belegte Vasilijus Lendel bei den Bahn-Europameisterschaften Rang acht im Sprint. 2016 errang er bei den U23-Europameisterschaften Bronze in derselben Disziplin und belegte im Lauf des Bahnrad-Weltcups in Glasgow im Keirin Platz zwei. In den Gesamtwertungen des Weltcups wurde er im Sprint Sechster und im Keirin Zweiter.
Bei den UEC-Bahn-Europameisterschaften 2017 belegte Lendel im Sprint Rang fünf. Zudem gewann er beim Bahnrad-Weltcup 2017/18 den vierten Lauf im Sprint in Santiago de Chile, beim fünften Lauf in Minsk wurde er Zweiter. In der Weltcup-Gesamtwertung wurde er Vierter.

## Privates
Im März 2022 heiratete Lendel seine Mannschaftskollegin Miglė Marozaitė.

## Erfolge
2016
- U23-Europameisterschaft – Sprint

2017
- Weltcup in Santiago de Chile – Sprint
- Litauischer Meister – Sprint

2018
- Litauischer Meister – Keirin, Teamsprint (mit Svajūnas Jonauskas und Gedvinas Serafinas)

2019
- Litauischer Meister – Sprint, Teamsprint (mit Svajūnas Jonauskas und Gedvinas Serafinas)

2020
- Litauischer Meister – Sprint, Keirin, Teamsprint (mit Svajūnas Jonauskas und Gedvinas Serafinas)
- Europameisterschaft – Sprint

2021
- Litauischer Meister – Keirin

2022
- Litauischer Meister – Sprint, Teamsprint (mit Laurynas Vinskas und Svajūnas Jonauskas)